# Lega Nazionale A 2008-2009 (calcio femminile)
La Lega Nazionale A 2008-2009, campionato svizzero femminile di prima serie, si concluse con la vittoria del FFC Zurigo Seebach.

## Partecipanti
| Club              | Città             | Stadio                            | Capacità | Dettagli stagione |
| ----------------- | ----------------- | --------------------------------- | -------- | ----------------- |
| Concordia Basilea | Basilea           | Sportanlagen St. Jakob            | ?        | Dettagli          |
| GC/Schwerzenbach  | Zurigo            | GC/Campus                         | ?        | Dettagli          |
| Kriens            | Kriens            | Sportanlage Kleinfeld             | ?        | Dettagli          |
| LUwin.ch          | Ettiswil          | Sportanlagen Allmend              | 18 400   | Dettagli          |
| Rot-Schwarz Thun  | Thun              | Burgerweg                         | ?        | Dettagli          |
| Schlieren         | Schlieren         | Zelgli                            | ?        | Dettagli          |
| Young Boys        | Zollikofen        | Stadion Neufeld                   | 14 000   | Dettagli          |
| Yverdon           | Yverdon-les-Bains | Stade Municipal Yverdon-les-Bains | 8 200    | Dettagli          |
| Zuchwil 05        | Zuchwil           | Sportzentrum                      | 1 000    | Dettagli          |
| Zurigo            | Zurigo            | Eichrain                          | ?        | Dettagli          |

## Classifica
|  | Pos. | Squadra           | Pt | G  | V  | N | P  | GF | GS | DR  |
|  | ---- | ----------------- | -- | -- | -- | - | -- | -- | -- | --- |
|  | 1.   | Zurigo            | 44 | 18 | 14 | 2 | 2  | 60 | 34 | +26 |
|  | 2.   | Yverdon           | 41 | 18 | 13 | 2 | 3  | 43 | 17 | +26 |
|  | 3.   | GC/Schwerzenbach  | 35 | 18 | 10 | 5 | 3  | 43 | 16 | +27 |
|  | 4.   | Kriens            | 34 | 18 | 11 | 1 | 6  | 46 | 27 | +19 |
|  | 5.   | Zuchwil 05        | 31 | 18 | 10 | 1 | 7  | 33 | 25 | +8  |
|  | 6.   | Young Boys        | 21 | 18 | 6  | 3 | 9  | 39 | 31 | +8  |
|  | 7.   | Rot-Schwarz Thun  | 19 | 18 | 6  | 1 | 11 | 45 | 47 | -2  |
|  | 8.   | Concordia Basilea | 16 | 18 | 4  | 4 | 10 | 22 | 34 | -12 |
|  | 9.   | Schlieren         | 16 | 18 | 5  | 1 | 12 | 33 | 48 | -15 |
|  | 10.  | LUwin.ch          | 2  | 18 | 0  | 2 | 16 | 11 | 86 | -75 |

Legenda:

      Campione di Svizzera e ammesso alla UEFA Women's Champions League.
      Relegata in Lega Nazionale B.
Note:

Tre punti a vittoria, uno a pareggio, zero a sconfitta.

## Classifica marcatori
| Classifica marcatori | Classifica marcatori   | Classifica marcatori | Classifica marcatori |
| Pos.                 | Giocatore              | Squadra              | Reti                 |
| -------------------- | ---------------------- | -------------------- | -------------------- |
| 1                    | Ana-Maria Crnogorčević | Rot-Schwarz Thun     | 24                   |
| 2                    | Nadja Hegglin          | Kriens               | 21                   |
| 3                    | Lara Keller            | Kriens               | 12                   |
| 4                    | Sheila Loosli          | Schlieren            | 11                   |
|                      | Veronica Maglia        | Young Boys           | 11                   |
|                      | Samira Susuri          | Rot-Schwarz Thun     | 11                   |
| 7                    | Sanja Mijovic          | Zurigo               | 10                   |
|                      | Maeva Sarrasin         | Yverdon              | 10                   |
| 9                    | Isabelle Meyer         | GC/Schwerzenbach     | 9                    |
|                      | Annina Spahr           | Zuchwil              | 9                    |

Fonte: www.football.ch

## Verdetti
| Lega Nazionale A 2008-2009 | Lega Nazionale A 2008-2009 |
| -------------------------- | -------------------------- |
| Lega Nazionale A           | Schlieren LUwin.ch         |
| Lega Nazionale B           | Rapperswil-Jona Staad      |